# Алгебраїчна нотація

Алгебраїчна нотація

Алгебраїчна нотація— метод запису й опису ходів у шахах. Нині це стандарт для всіх шахових організацій та більшості книг, журналів і газет. В англомовних країнах алгебраїчна нотація замінила паралельний метод описової нотації, яка стала загальновживаною у 19-ому столітті і часом зустрічалась аж до 1980-их та 1990-их. Європейські країни, крім Англії, використовували алгебраїчну нотацію ще до того, як описова нотація стала широковживаною.
Алгебраїчна нотація існує у різних формах і різними мовами. В її основу покладена система, розроблена Філіппом Стаммою. Стамма використовував сучасні назви клітинок, але він вживав p для ходів пішаками та початкову вертикаль фігури (від a до h) замість першої літери назви фігури.

## Позначення клітинок
Кожна клітинка шахівниці ідентифікована парою унікальних координат — літерою та цифрою. Вертикальні стовпчики клітинок (вертикалі) позначаються від a до h зліва направо зі сторони білих. Горизонтальні рядки клітинок (горизонталі) нумеруються з 1 по 8, починаючи зі сторони білих. Таким чином, кожна клітинка має унікальну ідентифікацію літерою вертикалі та цифрою горизонталі. Наприклад, король білих починає гру з клітинки e1, а кінь чорних на b8 може робити ходи на відкриті клітинки a6 або c6.

## Позначення фігур
Кожен тип фігури (окрім пішаків) ідентифікується літерою верхнього регістру, зазвичай першою літерою назви фігури мовою гравців. Україномовні гравці використовують Кр для короля (друга літера потрібна як уточнення, оскільки К використовується для коня), Ф для ферзя, Т для тури, С для слона і К для коня.
Інші мови можуть використовувати інше літери, наприклад, французькі гравці використовують F для слона (від fou). У шаховій літературі, написаній для міжнародної аудиторії, літери, що залежать від мови, замінюють на універсальні значки фігур, що породжує фігурну нотацію.
Пішаки не ідентифікуються великими літерами, а швидше їхньою відсутністю. Розрізнення між пішаками не потрібне для запису ходів, оскільки лише один пішак може походити до деякої клітинки (взяття пішаками є винятком і позначається інакше, як пояснено нижче.)

## Позначення ходів
Кожен хід фігури позначається великою літерою, що позначає цю фігуру, і координатами клітинки, на яку фігура стає. Наприклад, Сe5 (слон йде на e5), Кf3 (кінь на f3), c5 (пішак на c5). У деяких публікаціях фігури позначаються значками, а не літерами, наприклад: ♞c6. Це називається фігурною алгебраїчною нотацією (Figurine algebraic notation, FAN) і має перевагу, що вона не залежить від мови.

### Нотація для взяття фігури
Коли фігура б'є іншу фігуру, відразу перед кінцевою клітинкою пишуть «x». Наприклад, Сxe5 (слон б'є фігуру на e5). Коли пішак робить взяття, вказують вертикаль, з якої б'є пішак, щоб його ідентифікувати. Наприклад, exd5 (пішак на вертикалі e б'є фігуру на d5). Інколи використовують двокрапку (:) замість «x», або на місці, де мало б бути «x» (С: e5), або в кінці (Сe5:).
Для позначення взяття на проході вживають вертикаль пішака, що б'є, символ «x», клітинка, куди переміщується пішак, що б'є (але не клітинка побитого пішака) і (необов'язково) суфікс «e.p.», що вказує факт, що взяття було саме на проході (en passant).. Наприклад, exd6e.p.
Деякі публікації, такі як Енциклопедія шахових дебютів, пропускають позначення, що було зроблено взяття. (Наприклад, Сe5 замість Сxe5; ed6 замість exd6 або exd6e.p.) Якщо це не створює неоднозначності, взяття пішаком інколи позначається лише відповідними вертикалями (exd або ed). Ці скорочені форми інколи називають мінімальною або скороченою алгебраїчною нотацією.

### Усунення неоднозначності між ходами
Коли дві (або більше) однакових фігури можуть стати на ту саму клітинку, фігура, що робить хід, ідентифікується вказуванням літери фігури та (у порядку пріоритету):
1. початкової вертикалі (якщо відрізняються); або
2. початкової горизонталі (якщо вертикаль та ж, але горизонталі відрізняються); або
3. і вертикалі, і горизонталі (якщо жодної з них окремо недостатньо, що ідентифікувати фігуру, що може бути лише у рідкісних випадках, коли один або більше пішаків перетворилися на інші фігури, в результаті чого гравець може мати три або більше однакових фігур, що можуть ходити на ту саму клітинку).

Наприклад, при конях на g1 і d2, кожен з яких може ходити на f3, їхні відповідні ходи будуть позначатися Кgf3 або Кdf3. При конях на g5 та g1, ходи будуть К5f3 або К1f3. Так, як зазначено раніше, може вживатися «x» для позначення взяття, наприклад: К5xf3. Інший приклад: дві тури на d3 та h5, кожна з яких може рухатися на d5. Якщо тура на d3 рухається на d5, можна усунути неоднозначність або позначенням Тdd5, або Т3d5, але вертикаль має пріоритет над горизонталлю, тому правильно буде Тdd5. (Аналогічно, якщо хід є взяттям, правильно буде Тdxd5.)

### Перетворення пішака
Якщо пішак досягає останньої горизонталі і перетворюється на іншу фігуру, фігура, на яку він перетворюється, вказується в кінці нотації ходу, наприклад: e8Ф (перетворення на ферзя). Інколи використовуються знак рівності або круглі дужки: e8=Ф або e8(Ф), але жоден з цих форматів не є стандартом ФІДЕ. У «Laws of Chess» від ФІДЕ знак рівності у круглих дужках, «(=)», використовується для позначення пропозиції нічиєї після ходу у протоколі змагань, але це не є частиною алгебраїчної нотації. У Portable Game Notation (PGN) перетворення пішака завжди позначається у форматі зі знаком рівності (e8=Ф).
У старіших книгах перетворення пішаків можуть позначатися за допомогою косої риски: e8/Ф.

### Рокіровка
Рокіровки мають спеціальні позначення: 0-0 (для короткої рокіровки) та 0-0-0 (для довгої рокіровки).
У той час, як в інструкціях ФІДЕ використовується цифра нуль (0-0 та 0-0-0), PGN використовує велику літеру O (O-O та O-O-O).

### Шах і мат
Для позначення ходу, що ставить короля суперника під шах, зазвичай в кінці додають символ «+». Також інколи використовують типографський хрестик (†) або скорочення «ch» (від англійського «checkmate»). Подвійний шах часто позначають так само, як і звичайний шах, проте іноді вживають позначення «dbl ch» (від англійського «double checkmate») або «++» (у старіших книгах). Енциклопедія шахових дебютів опускає будь-яке позначення шаху.
мат в кінці ходів можна позначати символом "# " . Часто використовується також слово мат. У деяких випадках можна зустріти також подвійний хрестик (‡).

### Кінець гри
Позначення 1–0 в кінці ходів означає, що білі виграли, 0–1 — виграли чорні, ½–½ позначає нічию.
Часто немає жодних вказівок, як гравець програв чи виграв (окрім мату, див. вище), тож просте 1–0 або 0–1 може бути написане, щоб показати один з гравців здався або програв через контроль часу. Інколи дається пряма інформація словами білі здалися або чорні здалися, але це не вважається частиною нотації, а швидше поверненням до коментування партії.

## Назви шахових фігур у різних мовах
| Мова            | Король         | Ферзь                   | Тура       | Слон          | Кінь        | Пішак                      | Шахи               | Шах        | Мат              |
| --------------- | -------------- | ----------------------- | ---------- | ------------- | ----------- | -------------------------- | ------------------ | ---------- | ---------------- |
| Фігурна нотація | ♔ ♚            | ♕ ♛                     | ♖ ♜        | ♗ ♝           | ♘ ♞         | ♙ ♟                        | …                  | +          | #                |
| Арабська        | م              | ف                       | ر          | فل            | حص          |                            | араб. شطرنج        |            |                  |
| Каталонська     | R rei          | D dama/reina            | T torre    | A alfil       | C cavall    | (P) peó                    | кат. Escacs        | Escac, Xec | Escac i mat      |
| Китайська       | K 王           | Q 后                    | R 車       | B 象          | N 馬        | 兵                         | кит.: 國際象棋     | 將軍       | 將死             |
| Чеська          | K král         | D dáma                  | V věž      | S střelec     | J jezdec    | (P) pěšec                  | чеськ. Šachy       | Šach       | Mat              |
| Данська         | K konge        | D dronning              | T tårn     | L løber       | S springer  | (B) bonde                  | дан. Skak          | Skak       | Skakmat          |
| Нідерландська   | K koning       | D dame                  | T toren    | L loper       | P paard     | pion                       | нід. Schaken       | Schaak     | Mat              |
| Англійська      | K king         | Q queen                 | R rook     | B bishop      | N/Kt knight | (P) pawn                   | англ. Chess        | Check      | Checkmate        |
| Есперанто       | R reĝo         | D damo                  | T turo     | K kuriero     | Ĉ ĉevalo    | (P) peono                  | есп. Ŝako          | Ŝak        |                  |
| Естонська       | K kuningas     | L lipp                  | V vanker   | O oda         | R ratsu     | (E) ettur                  | Male               | šahh       |                  |
| Фінська         | K kuningas     | D kuningatar/daami      | T torni    | L lähetti     | R ratsu     | (S) sotilas                | šakki              | šakki      | šakkimatti/matti |
| Французька      | R roi          | D dame                  | T tour     | F fou         | C cavalier  | (P) pion                   | фр. Jeu d'échecs   | Échec      | Échec et mat     |
| Німецька        | K König        | D Dame                  | T Turm     | L Läufer      | S Springer  | (B) Bauer                  | нім. Schach        | Schach     | Schachmatt       |
| Грецька         | Ρ βασιλιάς     | Β βασίλισσα             | Π πύργος   | Α αξιωματικός | Ι ίππος     | (Π) πιόνι                  | грец. Σκάκι        | Σαχ        | Mάτ              |
| Гебрейська      | מלך            | מלכה                    | צריח       | רץ            | פרש         | רגלי                       | івр. שחמט          | שח         | מט               |
| Угорська        | K király       | V vezér                 | B bástya   | F futó        | H huszár    | (P) gyalog/paraszt         | угор. Sakk         | Sakk       | Matt             |
| Ісландська      | K kóngur       | D drottning             | H hrókur   | B biskup      | R riddari   | (P) peð                    | Skák, tafl         | Skák       | Skák og mát      |
| Індонезійська   | R raja         | M menteri               | B benteng  | G gajah       | K kuda      | (P) pion                   | Catur              | Skak       |                  |
| Ірландська      | R rí           | B banríon               | C caiseal  | E easpag      | D ridire    | (F) fichillín/ceithearnach | ірл. Ficheall      | Sáinn      | Marbhsháinn      |
| Японська        | キング '       | クイーン '              | ルーク '   | ビショップ '  | ナイト '    | ポーン                     | яп. チェス         | 王手       |                  |
| Корейська       | K 킹           | Q 퀸                    | R 룩       | B 비숍        | N 나이트    | (P) 폰                     | кор. 체스          |            |                  |
| Італійська      | R re           | D donna                 | T torre    | A alfiere     | C cavallo   | (P) pedone                 | італ. Scacchi      | Scacco     | Scacco matto     |
| Латина          | K rex          | Q regina                | R turris   | B episcopus   | N eques     | (P) pedes                  | лат. Scacci        | Scaccus    | Mattus           |
| Литовська       | K karalius     | V valdovė               | B bokštas  | R rikis       | Ž žirgas    | (P) pėstininkas            | лит. Šachmatai     | Šach       | Matas            |
| Люксембурзька   | K kinnek       | D damm                  | T tuerm    | L leefer      | P päerd     | (B) bauer                  | люксемб. Schach    | Schach     | Schachmatt       |
| Норвезька       | K konge        | D dronning              | T tårn     | L løper       | S springer  | (B) bonde                  | норв. Sjakk        | Sjakk      | Sjakkmatt        |
| Польська        | K król         | H hetman                | W wieża    | G goniec      | S skoczek   | (P) pion                   | пол. Szachy        | Szach      | Mat              |
| Португальська   | R rei          | D dama (formely rainha) | T torre    | B bispo       | C cavalo    | (P) peão                   | порт. Xadrez       | Xeque      | Mate             |
| Румунська       | R rege         | D regină                | T turn     | N nebun       | C cal       | (P) pion                   | рум. Şah (joc)     | Şah        | Mat              |
| Російська       | Кр король      | Ф ферзь                 | Л ладья    | С слон        | К конь      | (П) пешка                  | рос. Шахматы       | Шах        | Мат              |
| Сицилійська     | R re           | D riggina               | T turru    | A alferu      | S scecchu   | (P) pidinu                 | сиц. Scacchi       |            |                  |
| Словацька       | K kráľ         | D dáma                  | V veža     | S strelec     | J jazdec    | (P) pešiak                 | словац. Šach (hra) | Šach       |                  |
| Словенська      | K kralj        | D dama                  | T trdnjava | L lovec       | S skakač    | (M) kmet                   | словен. Šah        | Šah        |                  |
| Іспанська       | R rey          | D dama/reina            | T torre    | A alfil       | C caballo   | (P) peón                   | ісп. Ajedrez       | Jaque      | Jaque mate       |
| Шведська        | K kung         | D dam                   | T torn     | L löpare      | S springare | (B) bonde                  | швед. Schack       | Schack     | Schack matt      |
| Турецька        | Ş/K şah/kral   | V vezir                 | K kale     | F fil         | A at        | (P) asker/piyon            | тур. Satranç       | Şah        | Mat              |
| Українська      | Кр король      | Ф ферзь                 | T тура     | C слон        | K кінь      | (П) пішак                  | укр. Шахи          | Шах        | Мат              |
| Валлійська      | T teyrn/brenin | B brenhines             | C castell  | E esgob       | M marchog   | G gwerinwr                 | валл. Gwyddbwyll   | Siach      | Siachmat         |

## Символи анотації
У шаховій літературі прийняті такі доповнення: «!» — гарний хід, «!!» — відмінний хід, «?» — слабкий хід, «??» — груба помилка, «!?» — хід, що заслуговує на увагу або обопільногострий хід, «?!» — хід, доцільність якого викликає сумніви та інші.